# Покровщина (Гребёнковский район)

Покровщина (укр. Покровщина) — село,
Овсюковский сельский совет,
Гребёнковский район,
Полтавская область,
Украина.
Код КОАТУУ — 5320883704. Население по переписи 2001 года составляло 232 человека.

## Географическое положение
Село Покровщина находится на правом берегу реки Гнилая Оржица,
выше по течению на расстоянии в 1 км расположено село Гулаковка,
ниже по течению на расстоянии в 0,5 км расположено село Окоп,
на противоположном берегу — село Берёзовка.

## История
- 1770 — дата основания.
- Село указано на специальной карте Западной части России Шуберта 1826-1840 годов как Покровский[2].

## Объекты социальной сферы
- Клуб.

## Достопримечательности
- Братская могила советских воинов.